# Jürgen Abraham

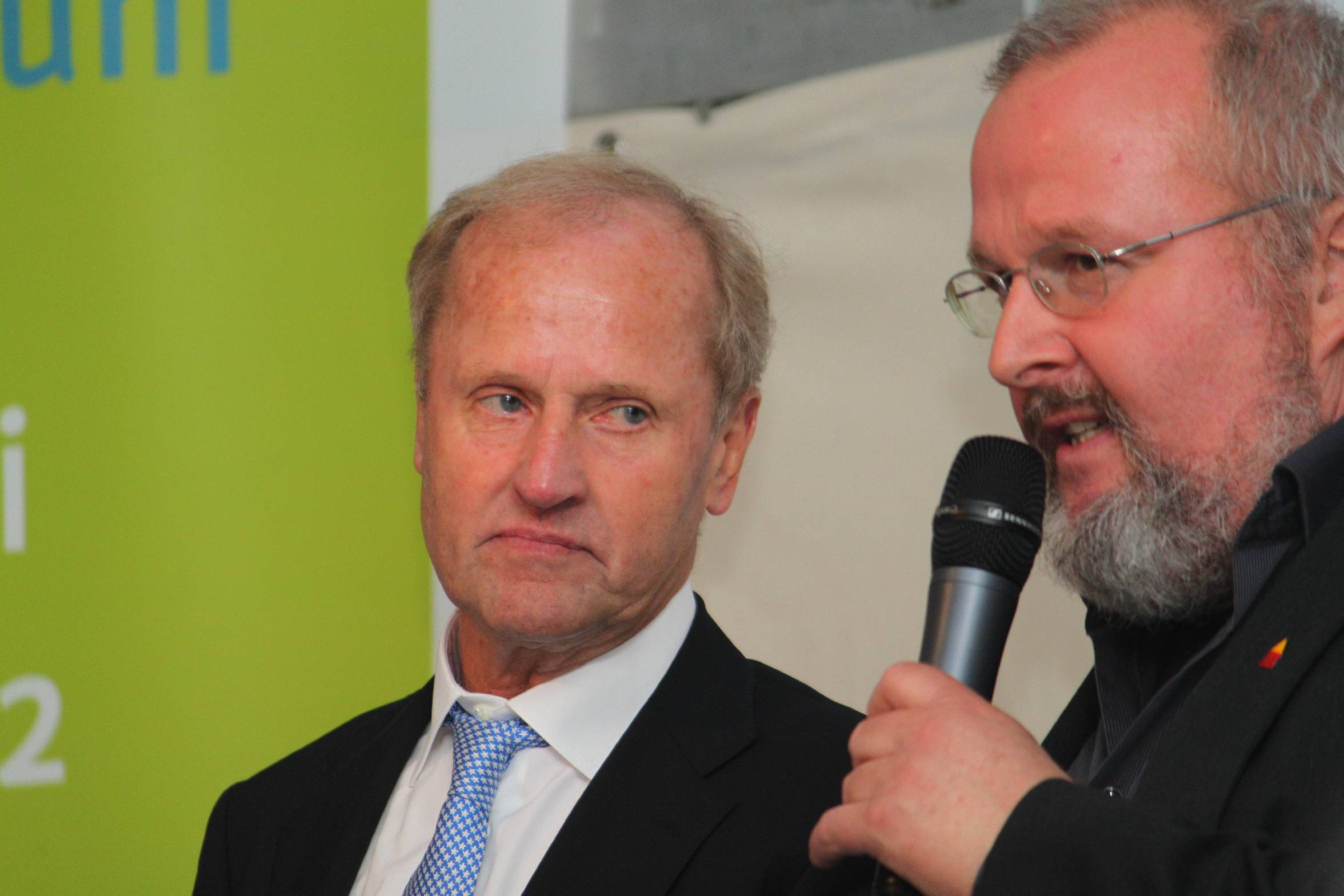
Jürgen Abraham (links) bei einer Podiumsdiskussion im Jahr 2012

Jürgen Abraham (* 17. Oktober 1940 in Cuxhaven) ist ein deutscher Unternehmer und Gründer des Rohschinkenherstellers Abraham-Schinken.

## Biografie
Abraham machte eine Ausbildung zum Industriekaufmann und war im elterlichen Lebensmittelhandel beschäftigt. Er machte sich 1964 zusammen mit seinem Bruder Rolf Abraham mit einem ambulanten Handel mit Schinken, Wurst und Käseerzeugnissen selbständig. 1971 übernahmen die Brüder eine Schinkenräucherei in Moisburg bei Buxtehude. 1981 erfolgte der Neubau der Schinkenräucherei in Seevetal bei Hamburg und in der Folge eine Vielzahl von Unternehmensgründungen und Übernahmen von Schinkenfabrikationen in Harkebrügge, Edewecht, Schiltach, Recogne (Belgien), Toledo (Spanien) sowie Vertriebsgesellschaften in USA, Polen und Frankreich.
Seit 2007 ist Jürgen Abraham im Präsidium des Bundesverbands der Deutschen Industrie (BDI). Von 2005 bis 2013 war er Vorsitzender der Bundesvereinigung der deutschen Ernährungsindustrie (BVE).
Im November 2008 übernahm der Schweizer Fleischproduzent Bell, der mehrheitlich in Besitz der Coop Genossenschaft ist, 75 Prozent an der Schinkenräucherei.